# Plataforma de gelo Oeste

Plataforma Oeste (16370 km²)

A plataforma de gelo Oeste é uma plataforma de gelo na Antártida Oriental, que se estende por 16370 km2 e de área ao longo de 288 km numa direção ocidente-oriente ao longo da costa de Leopoldo e Astrid, entre a baía Barrier e a baía Posadowsky. 
Foi descoberta pela expedição Gauss (1901–1903) de Erich von Drygalski, que a nomeou de acordo com a posição relativa à localização do seu navio.